# Hippeastrum pardinum
Espèce
Classification APG III (2009)

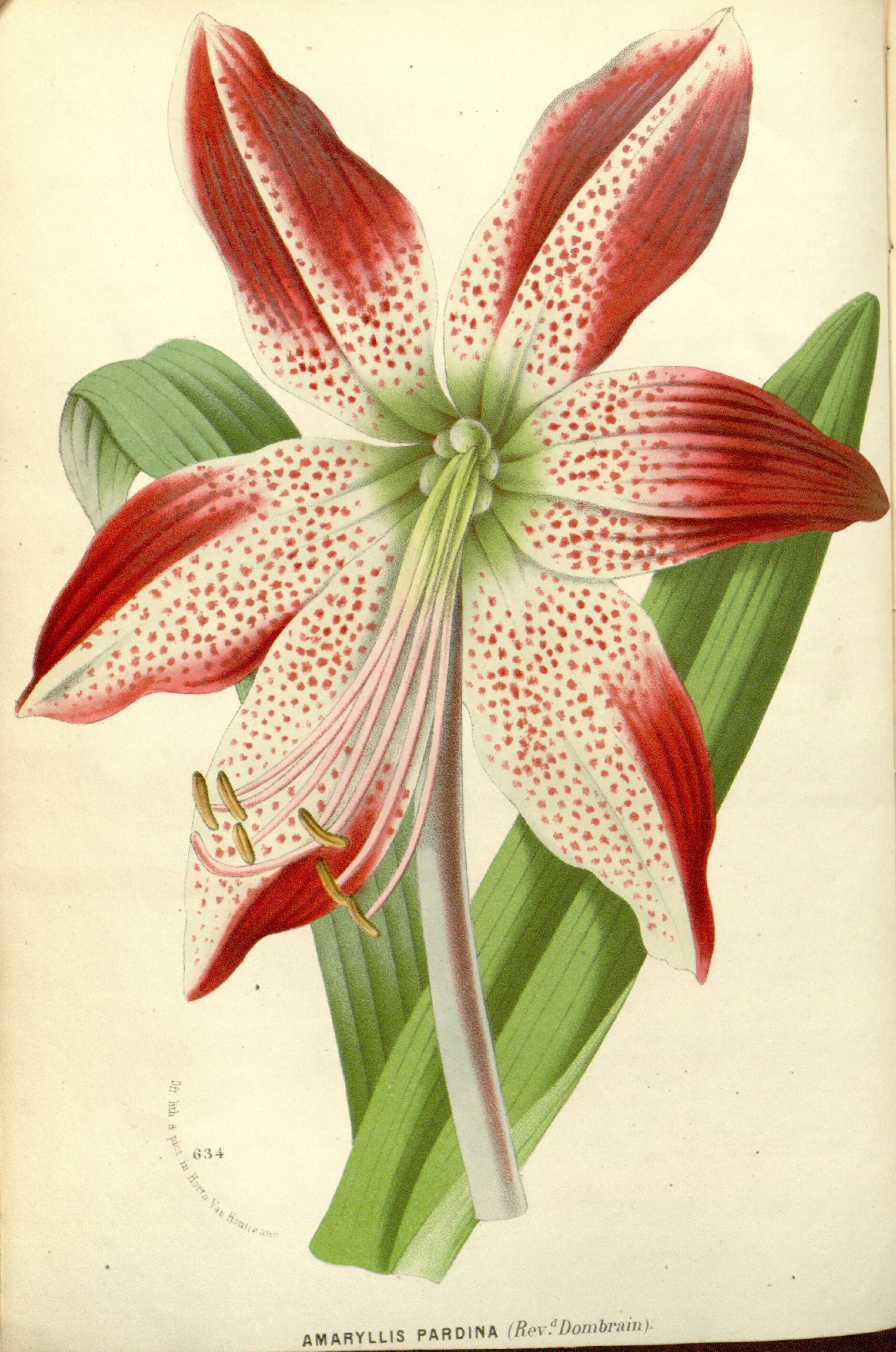

Hippeastrum pardinum est une espèce de plantes à fleurs de la famille des Amaryllidaceae. C'est un plante bulbeuse dont l'aire de distribution se situe au Pérou et en Bolivie.

## Taxonomie
Hippeastrum pardinum a été décrite par Hooker en 1867 et reclassée par Henry Dombrain.
Synonyme
- Amaryllis pardina Hook.f., Bot. Mag. 93: t. 5645 (1867), basionyme[3]